# Wendy Freedman
Wendy Laurel Freedman (17 de julio de 1957) es una astrónoma canadiense-estadounidense, más conocida por la medida de la constante de Hubble, y como directora del Instituto Carnegie en Pasadena, California, y del Observatorio Las Campanas de Chile. 
Profesora de astronomía y astrofísica  de la Universidad John & Marion Sullivan en la Universidad de Chicago.
Su principal interés de investigación son la cosmología observacional, que se centra en la medición de las tasas de expansión del universo tanto actuales como pasadas, y en la caracterización de la naturaleza de la energía oscura.

## Primeros años y carrera
Hija de un doctor en medicina y de una pianista de conciertos, el temprano interés de Freedman en la ciencia se encendió por una clase formativa de física, en el instituto. Esto le llevó a la Universidad de Toronto, donde fue primero estudiante de biofísica, graduándose luego en astronomía en 1979. Permaneció en Toronto por sus estudios de postgrado, recibiendo un doctorado en astronomía y astrofísica en 1984. Se unió al Instituto Carnegie en Pasadena, California, como becaria postdoctoral en 1984, se convirtió en miembro del profesorado científico tres años después como la primera mujer en unirse al profesorado permanente de Carnegie. En 2003, fue nombrada para la Cátedra Crawford H. Greenewalt y Directora del Instituto Carnegie. El trabajo temprano de Freedman fue principalmente sobre la escala de distancia de Cefeida.

## Constante de Hubble
Freedman fue colíder del equipo internacional de 30 astrónomos para llevar a cabo el Proyecto del Telescopio espacial Hubble, un programa con el objetivo de establecer la escala de distancia del Universo y medir la tasa de expansión actual, una cantidad conocida como la constante de Hubble. Esta cuantía determina el tamaño del universo visible y es clave para determinar su edad. Durante el curso del proyecto, el equipo medió la distancia de 24 galaxias usando las estrellas variables Cefeidase, y midieron la constante de Hubble usando cinco métodos independientes. Los investigadores del proyecto, dirigido por Freedman, publicaron su resultado final en 2001. El trabajo proporcionó un valor de la constante de Hubble exacto al 10%, resolviendo un largo debate de factor dos.

## Telescopio Gigante de Magallanes
Freedman inició el Proyecto del Telescopio Gigante de Magallanes (GMT) y trabajó en la Junta de Directores desde su comienzo en 2003 hasta 2015. GMT es un consorcio internacional de universidades e instituciones científicas líderes para construir un telescopio óptico de 25 m en el Observatorio Las Campanas del Instituto Carnegie para las Ciencias en los Andes chilenos. Con un espejo primario de 24,384 m de diámetro, el GMT está a punto de ser el telescopio terrestre más grande del mundo cuando se complete. El telescopio, que entró en fase de construcción y se espera que entre en pleno funcionamiento para 2024, podrá producir imágenes diez veces más nítidas que las del Telescopio Espacial Hubble.

## Reconocimiento

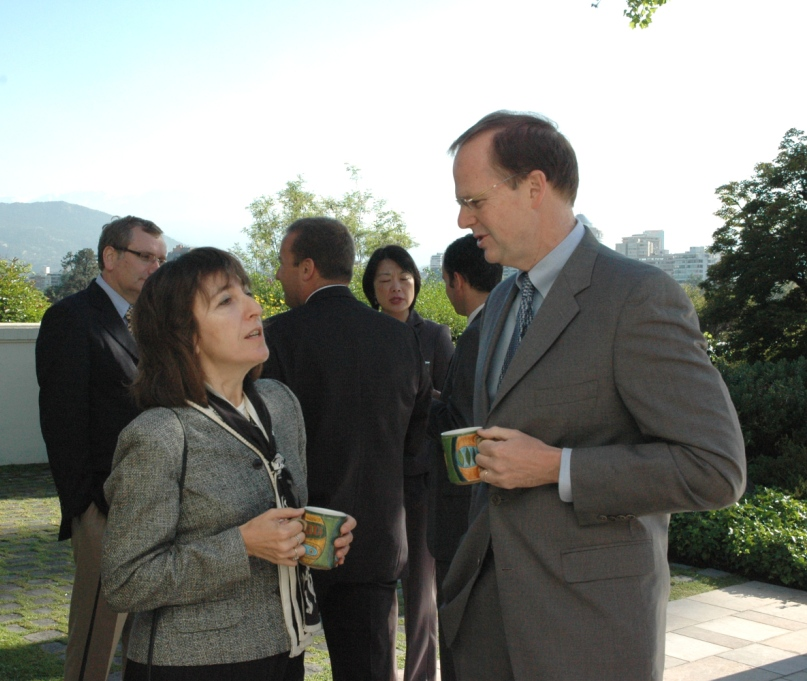
Freedman con el embajador estadounidense, en Chile, en 2009.

Freedman ha sido elegida miembro de la Academia Nacional de Ciencias de Estados Unidos, la  Sociedad Filosófica Estadounidense, de la Academia Estadounidense de las Artes y las Ciencias, y de la Sociedad Estadounidense de Física.
Ha recibido varios premios por sus contribuciones a la cosmología observacional, incluyendo una Conferencia por el Centenario de la Sociedad Estadounidense de Física (1999), el Premio en Ciencia John P. McGovern (2000), el Premio Magellanic Premium de la Sociedad Filosófica Estadounidense (2002) y la Conferencia Marc Aaronson y el premio (1994) "en reconocimiento de una década de contribuciones fundamentales a las áreas de escala de distancia extra galáctica y las poblaciones estelares de galaxias".
En 2009, Freedman fue una de las tres co-beneficiarias del Premio Gruber de Cosmología. Recibió el Premio Dannie Heineman de Astrofísica en 2016, premiado conjuntamente por el Instituto Estadounidense de Física y la Sociedad Estadounidense de Astronomía, "por sus sobresalientes contribuciones y su rol de liderazgo en el uso de observaciones ópticas e infrarrojas de estrellas Cefeidas basadas en el espacio y el suelo, junto con innovadoras técnicas de análisis, para mejorar en gran medida la precisión de la escala de distancias cósmicas y limitar los parámetros cosmológicos fundamentales."

## Vida personal
Freedman está casada con el colaborador Barry F. Madore. Tienen dos hijos.